# Gianni Agnelli
Giovanni Agnelli (ur. 12 marca 1921 w Turynie, zm. 24 stycznia 2003) – włoski przemysłowiec i główny akcjonariusz FIAT. Agnelli został tak nazwany po swoim dziadku Giovannim Agnellim, który był założycielem przedsiębiorstwa FIAT. Prezes Juventusu w latach 1947–1954. W 1991 roku został wybrany senatorem dożywotnim Włoch.
Jego ojcem był Edoardo Agnelli, również prezes Juventusu.